# Wioska olimpijska

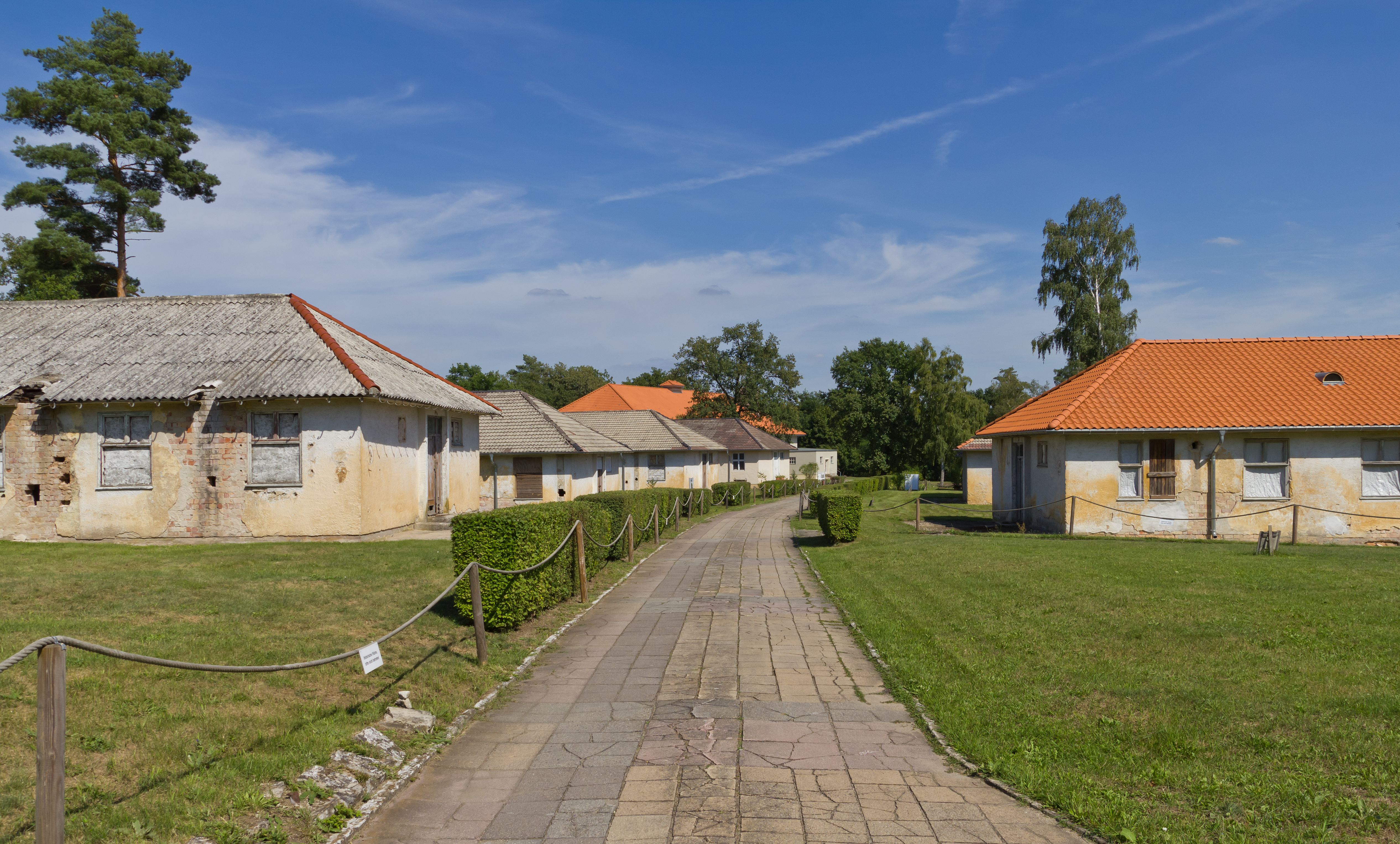
Dawna wioska olimpijska w Berlinie

Wioska olimpijska – teren, gdzie mieszkają sportowcy, którzy biorą udział w igrzyskach olimpijskich. W wioskach olimpijskich znajdują się m.in. ośrodki przygotowawcze oraz sklepy, bary i hotele. Wioska taka jest najczęściej położona na obrzeżach miasta, w którym odbywają się igrzyska. Pierwsza wioska olimpijska została stworzona w 1924 r. w Paryżu.